# Ferroviário da Beira
El Clube Ferroviário da Beira es un equipo de fútbol de Mozambique que milita en la Moçambola, la liga de fútbol más importante del país.

## Historia
Fue fundado en el año 1924 en la ciudad de Beira, siendo campeón de liga durante los tiempos de los campeonatos coloniales, antes de la Independencia de Mozambique y ha sido campeón de la Taça de Mozambique en 3 ocasiones y en 2 ocasiones ha sido finalista. Cuenta con una rivalidad de la ciudad con el Têxtil de Punguè.
A nivel internacional ha participado en 6 torneos continentales, donde su mejor aparición ha sido en la Liga de Campeones de la CAF 2017 donde llegaron a los cuartos de final.

## Palmarés
- Moçambola: 3

1958, 2016, 2023
- Taça de Moçambique: 3

2005, 2013, 2014
- - Finalista: 2

1978, 1993
- Supercopa de Mozambique: 1

2017

## Participación en competiciones de la CAF
| Temporada | Torneo                       | Ronda            | Club                    | Casa | Visita | Global      |
| --------- | ---------------------------- | ---------------- | ----------------------- | ---- | ------ | ----------- |
| 1999      | Copa CAF                     | 1                | Mumias Sugar FC         | 1-0  | 1-1    | 2-1         |
| 1999      | Copa CAF                     | 2                | Canon Yaoundé           | 0-0  | 0-1    | 0-1         |
| 2006      | Copa Confederación de la CAF | Preliminar       | Élan Club               |      |        | 2-11        |
| 2006      | Copa Confederación de la CAF | 1                | USJF Ravinala           | 0-0  | 0-0    | 0-0 (3-4 p) |
| 2014      | Copa Confederación de la CAF | Preliminar       | Azam FC                 | 2-0  | 0-1    | 2-1         |
| 2014      | Copa Confederación de la CAF | 1                | ZESCO United FC         | 0-0  | 0-1    | 0-1         |
| 2015      | Copa Confederación de la CAF | Preliminar       | Petite Rivière Noire SC | 5-2  | 2-1    | 7-3         |
| 2015      | Copa Confederación de la CAF | 1                | AS Vita Club            | 1-0  | 0-3    | 1-3         |
| 2017      | Liga de Campeones de la CAF  | Preliminar       | Zimamoto FC             | 3-1  | 1-2    | 4-2         |
| 2017      | Liga de Campeones de la CAF  | 1                | BYC FC                  | 2-0  | 0-2    | 2-2 (4-1 p) |
| 2017      | Liga de Campeones de la CAF  | Fase de grupos   | Étoile du Sahel         | 1-1  | 0-5    | 2° Lugar    |
| 2017      | Liga de Campeones de la CAF  | Fase de grupos   | Al-Merrikh SC           | 1-0  | 1-2    | 2° Lugar    |
| 2017      | Liga de Campeones de la CAF  | Fase de grupos   | Al-Hilal Omdurmán       | 0-0  | 3-0    | 2° Lugar    |
| 2017      | Liga de Campeones de la CAF  | Cuartos de final | USM Alger               | 1-1  | 0-0    | 1-1 (a)     |
| 2022/23   | Copa Confederación de la CAF | 1                | AS Santé d’Abéché       | 1-0  | 2-1    | 3-1         |
| 2022/23   | Copa Confederación de la CAF | 2                | Diables Noirs           | 2-1  | 0-3    | 2-4         |
| 2024/25   | Liga de Campeones de la CAF  | 1                | Mbabane Swallows        | 0-0  | 0-1    | 0-1         |

1- La serie se jugó a un partido por mutuo acuerdo.